# Mickaël Piétrus
Pour les articles homonymes, voir Piétrus.
Mickaël Pietrus (né le 7 février 1982 aux Abymes en Guadeloupe) est un joueur international français de basket-ball évoluant aux postes d'arrière et d'ailier.

## En club

### Pau-Orthez
Originaire de Guadeloupe, Mickaël Piétrus arrive au centre de formation de l'Élan béarnais Pau-Orthez en 1997, en compagnie de son frère Florent (lui aussi en équipe de France). Il devient quelques années plus tard, en 2004, actionnaire minoritaire de l'Élan Béarnais.

### Carrière NBA

#### 2003-2008: Warriors de Golden State

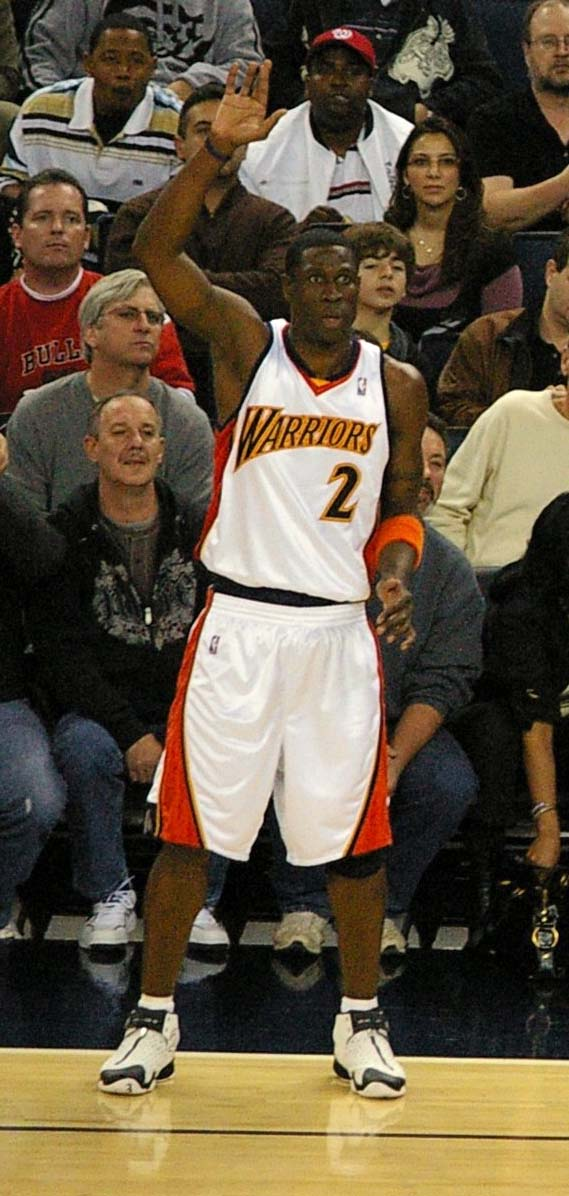
Mickaël Piétrus avec les Warriors

En 2003, Mickaël est sélectionné en 11e position lors de la Draft 2003 de la NBA par les Warriors de Golden State d'Oakland. En 2005 il remporte avec l'équipe de France la médaille de bronze au championnat d'Europe. La saison 2005-2006 avec les Warriors n'a pas vraiment été une réussite pour Piétrus, souvent sur le banc.
En 2005-2006, il tourne en moyenne à 9,3 points par match, 3,1 rebonds, 0,8 passe décisive, et 40,4 % au tir avec les Warriors.
Lors de la saison 2006-2007, Piétrus tourne à 11,1 points de moyenne par match, 4,5 rebonds et 0,9 passe durant les 72 matchs de saison régulière qu'il a disputés. Il est présent 38 fois dans le cinq de départ. Mais l'arrivée en provenance des Pacers de l'Indiana d'Al Harrington et de Stephen Jackson en janvier, fait baisser son temps de jeu. En fin de saison régulière, il retrouve une très bonne efficacité à 3 points, en particulier lors de deux rencontres contre les Mavericks de Dallas, durant lesquelles il est à chaque fois meilleur marqueur avec plus de 20 points. Sa fin de saison permet aux Warriors de se qualifier pour les playoffs, ce que la franchise n'avait plus fait depuis près de quinze ans.
Lors de ces playoffs, il tourne à 6,0 points de moyenne à 34 % au tir et à 25 % à 3 points, 3,8 rebonds et 0,5 passe en 11 matchs en 19 minutes de jeu en moyenne. Mais sa performance plutôt moyenne est effacée par le parcours des Warriors qui éliminent par 4 victoires à 2 Dallas, premiers de la conférence Ouest à l'issue de la saison régulière. En demi-finale de conférence, les Warriors s'inclinent 4-1 face au Jazz de l'Utah. Piétrus réalise son meilleur match offensif lors du troisième match de la série avec 14 points. Lors de la défaite à l'arraché des Warriors lors du second match, il rate deux lancers francs à 6 secondes de la fin du match alors que Golden State menaient encore de deux points.
Son contrat expirant à la fin de la saison 2006-2007, Piétrus risque de se retrouver agent libre, mais les Warriors lui font signer un nouveau contrat en octobre 2007.
Au sortir d'une saison 2007-2008 qui l'a vu perdre la confiance de son coach Don Nelson, il vit une saison moins faste que l'année précédente car les Warriors échouent à la 9e place de la Conférence Ouest battus sur le fil par les Nuggets de Denver alors que leur pourcentage de victoire était meilleur que lors de la saison 2006-2007. Au début de la saison, Piétrus passe par tous les postes (arrière, ailier ou même pivot) sans réellement s'installer dans le 5 de départ. En fin de saison, il tourne autour de 12 points par match. Il finit la saison 2007-2008 avec 7,2 points, 3,7 rebonds et 0,7 passe.

#### 2008-2010: Magic d'Orlando

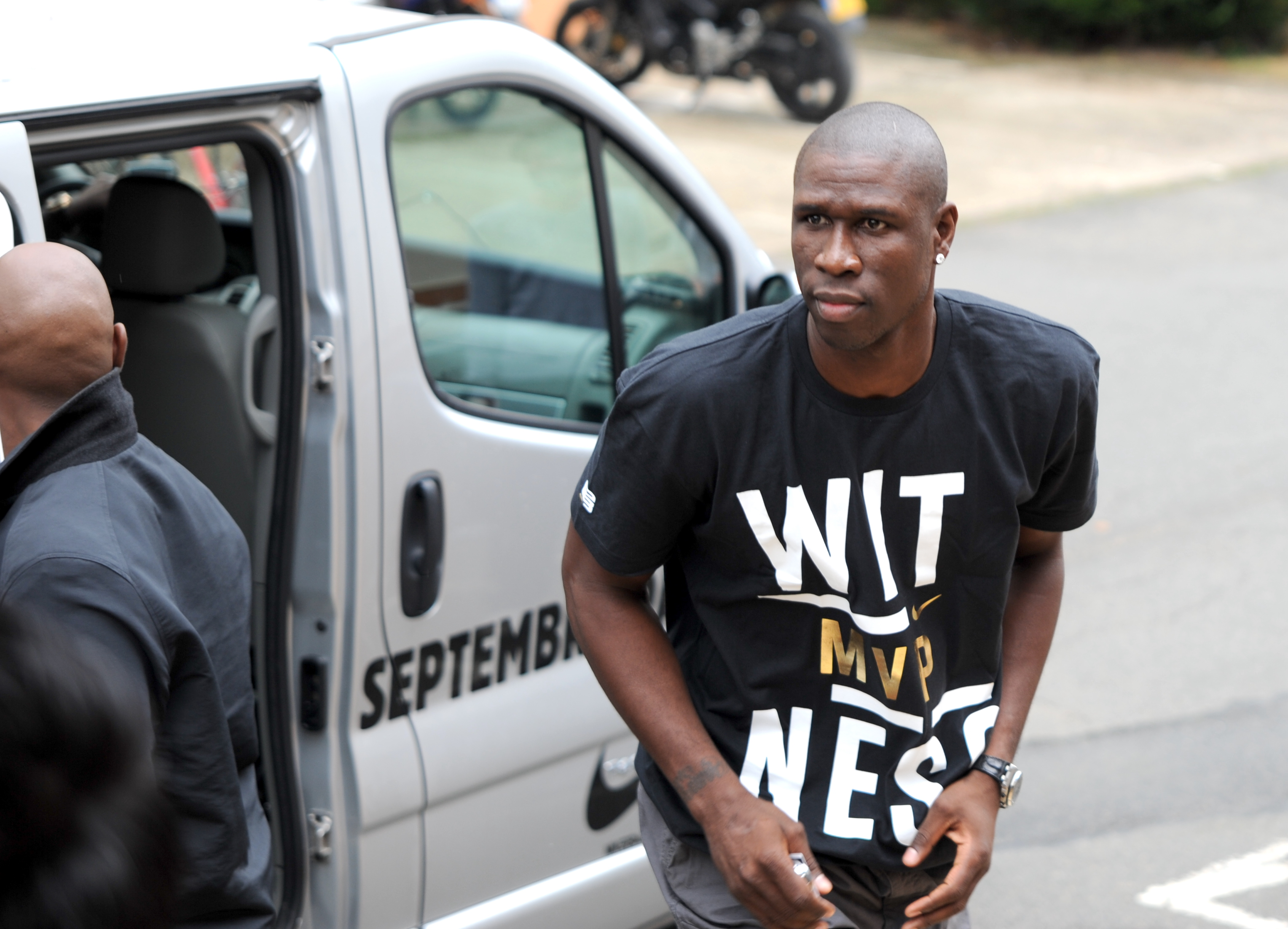
Mickaël Piétrus à Paris le 1er septembre 2009.

Lors de l'intersaison 2008, Piétrus est agent libre et signe le 8 juillet avec le Magic d'Orlando, troisième équipe de la conférence Est en 2008 pour 5,2 millions de dollars. Sa saison 2008-2009 est marquée par quelques blessures qui lui coûtent finalement une place de titulaire. Malgré son statut de remplaçant, sa contribution est remarquée lors des play-offs NBA 2009 en particulier pour son adresse à trois points et sa défense face à Ray Allen et LeBron James.
En juin 2009, il perd en finales NBA avec le Magic d'Orlando face aux Lakers de Los Angeles (une victoire à quatre). C'est le troisième joueur français à participer aux finales NBA après Tony Parker (2003, 2005, 2007 et 2014 - 4 victoires - MVP en 2007) et Ronny Turiaf (2008, défaite).

#### 2010-2012: de multiples transferts
Depuis 2010, de nombreux changements sont intervenus concernant la carrière NBA de Mickaël Piétrus.
Le 18 décembre 2010, il fait partie d'un échange, l'envoyant lui-même, Marcin Gortat et Vince Carter aux Suns de Phoenix.
Mais ne prolongeant pas son contrat, il s'engage en décembre 2011 avec la franchise canadienne Raptors de Toronto. Mais une anomalie est décelée lors de sa visite médicale. Les Suns de Phoenix ne comptant plus sur lui, il est coupé le 23 décembre 2011 par la franchise de l'Arizona. Le lendemain, il annonce sa signature aux Celtics de Boston,. Pour sa première saison, il joue 42 matchs (sur 66) dont 6 en tant que titulaire et participe aux 20 matchs des Celtics en playoffs, atteignant les finales de conférence Est perdues face au Heat de Miami lors de l'ultime match de la série.
Agent libre à la fin de la saison 2012, il étudie plusieurs propositions et finalement, lui qui voulait une équipe capable de jouer les playoffs et avoir un salaire au-dessus du minimum, signe dans une équipe qui a mal entamé la saison avec 3 victoires pour 13 défaites et pour le salaire minimal avec les Raptors de Toronto le 30 novembre 2012.

#### Depuis 2013
Début septembre 2013, il est testé par les Spurs de San Antonio.
Le 5 mars 2015, il signe au Mets de Guaynabo (Baloncesto Superior Nacional) à Porto Rico. Deux mois plus tard, le 11 mai, blessé à l'aine, il est remercié par le club portoricain qui le remplace par Cedric Jackson.
Le 25 novembre, le SLUC Nancy annonce son arrivée en remplacement de l'ailier américain Alando Tucker.

### Statistiques

#### En France
Statistiques de la saison professionnelle en France de Mickaël Piétrus
| S         | Club       | division | J  | 5D | MJ  | PTS | PPM  | PR  | PT  | PR%    | 3P | 3PT | 3PR%   | LFR | LFT | LFR%   | TR  | TRPM | PD | I  | C  | PF  |
| --------- | ---------- | -------- | -- | -- | --- | --- | ---- | --- | --- | ------ | -- | --- | ------ | --- | --- | ------ | --- | ---- | -- | -- | -- | --- |
| 2002-2003 | Pau-Orthez | PRO A    | 28 | 18 | 608 | 340 | 12,1 | 110 | 226 | 48,7 % | 45 | 112 | 42,0 % | 75  | 100 | 75,0 % | 101 | 3,6  | 47 | 40 | 10 | 100 |
| Total     | Total      | Total    | 28 | 18 | 608 | 340 | 12,1 | 110 | 226 | 48,7 % | 45 | 112 | 42,0 % | 75  | 100 | 75,0 % | 101 | 3,6  | 47 | 40 | 10 | 100 |

#### Saison régulière de NBA
Statistiques en saison régulière de Mickaël Piétrus
| S         | F        | J   | T   | MJ     | MJPM | PTS   | PPM  | PR    | PT    | PR%    | 3P  | 3PT   | 3PR%   | LFR | LFT   | LFR%   | RO  | RD    | TR    | PD  | I   | C   | TOV | PF    |
| --------- | -------- | --- | --- | ------ | ---- | ----- | ---- | ----- | ----- | ------ | --- | ----- | ------ | --- | ----- | ------ | --- | ----- | ----- | --- | --- | --- | --- | ----- |
| 2003-2004 | Warriors | 53  | 22  | 748    | 14,1 | 279   | 5,3  | 96    | 231   | 41,6 % | 35  | 105   | 33,3 % | 52  | 75    | 69,3 % | 48  | 71    | 119   | 27  | 32  | 12  | 40  | 100   |
| 2004-2005 | Warriors | 67  | 3   | 1340   | 20,0 | 636   | 9,5  | 214   | 507   | 42,1 % | 67  | 195   | 34,4 % | 141 | 202   | 69,8 % | 65  | 124   | 189   | 82  | 46  | 18  | 92  | 139   |
| 2005-2006 | Warriors | 51  | 18  | 1179   | 22,7 | 481   | 9,3  | 160   | 418   | 40,4 % | 56  | 176   | 31,8 % | 87  | 143   | 60,8 % | 58  | 105   | 163   | 44  | 33  | 10  | 78  | 132   |
| 2006-2007 | Warriors | 72  | 38  | 1937   | 26,9 | 801   | 11,1 | 286   | 586   | 48,8 % | 93  | 240   | 38,8 % | 136 | 210   | 64,8 % | 81  | 247   | 327   | 62  | 48  | 55  | 105 | 220   |
| 2007-2008 | Warriors | 66  | 16  | 1316   | 19,9 | 472   | 7,2  | 170   | 387   | 43,9 % | 66  | 183   | 36,1 % | 66  | 98    | 67,3 % | 67  | 175   | 242   | 49  | 66  | 43  | 48  | 200   |
| 2008-2009 | Magic    | 54  | 25  | 1329   | 24,6 | 510   | 9,4  | 176   | 426   | 41,3 % | 80  | 223   | 35,9 % | 78  | 110   | 70,9 % | 44  | 132   | 176   | 65  | 31  | 24  | 56  | 126   |
| 2009-2010 | Magic    | 75  | 24  | 1687   | 22,5 | 651   | 8,7  | 233   | 539   | 43,2 % | 116 | 306   | 37,9 % | 20  | 31    | 64,5 % | 39  | 176   | 215   | 49  | 53  | 31  | 69  | 138   |
| 2010-2011 | Magic    | 19  | 0   | 418    | 22,0 | 127   | 6,7  | 45    | 115   | 39,1 % | 34  | 87    | 39,1 % | 3   | 6     | 50,0 % | 6   | 44    | 50    | 10  | 10  | 3   | 14  | 35    |
| 2010-2011 | Suns     | 38  | 4   | 689    | 18,1 | 283   | 7,4  | 98    | 250   | 39,2 % | 51  | 149   | 34,2 % | 12  | 18    | 66,7 % | 9   | 67    | 76    | 23  | 19  | 18  | 25  | 66    |
| 2011-2012 | Celtics  | 42  | 6   | 921    | 21,9 | 289   | 6,9  | 104   | 270   | 38,5 % | 61  | 182   | 33,5 % | 20  | 31    | 64,5 % | 18  | 112   | 130   | 25  | 21  | 10  | 33  | 81    |
| 2012-2013 | Raptors  | 19  | 16  | 386    | 20,3 | 100   | 5,3  | 34    | 98    | 34,7 % | 20  | 64    | 31,3 % | 12  | 18    | 66,7 % | 5   | 31    | 36    | 9   | 12  | 6   | 16  | 33    |
| Total     | Total    | 557 | 172 | 11 950 | 21,5 | 4 629 | 8,3  | 1 625 | 3 821 | 42,5 % | 679 | 1 910 | 35,5 % | 700 | 1 053 | 66,5 % | 440 | 1 283 | 1 723 | 445 | 371 | 230 | 576 | 1 270 |

#### Playoffs de NBA
Statistiques en playoffs de Mickaël Piétrus
| S         | F        | J  | MJ    | MJPM | PTS | PPM  | PR  | PT  | PR%    | 3P | 3PT | 3PR%   | LFR | LFT | LFR%   | RO | RD  | TR  | PD | I  | C  | TOV | PF  |
| --------- | -------- | -- | ----- | ---- | --- | ---- | --- | --- | ------ | -- | --- | ------ | --- | --- | ------ | -- | --- | --- | -- | -- | -- | --- | --- |
| 2006-2007 | Warriors | 11 | 209   | 19,0 | 66  | 6,0  | 17  | 49  | 34,7 % | 7  | 27  | 25,9 % | 25  | 36  | 69,4 % | 13 | 29  | 42  | 6  | 5  | 9  | 7   | 32  |
| 2008-2009 | Magic    | 24 | 618   | 25,8 | 252 | 10,5 | 84  | 174 | 48,3 % | 37 | 96  | 38,5 % | 47  | 65  | 72,3 % | 19 | 43  | 62  | 14 | 18 | 13 | 22  | 77  |
| 2009-2010 | Magic    | 14 | 282   | 20,1 | 118 | 8,4  | 35  | 80  | 43,8 % | 28 | 61  | 45,9 % | 20  | 30  | 66,7 % | 2  | 18  | 20  | 10 | 9  | 6  | 6   | 27  |
| 2011-2012 | Celtics  | 20 | 393   | 19,7 | 69  | 3,5  | 24  | 73  | 32,9 % | 12 | 54  | 22,2 % | 9   | 16  | 56,3 % | 12 | 41  | 53  | 2  | 14 | 5  | 9   | 50  |
| Total     | Total    | 69 | 1 502 | 22,6 | 505 | 7.3  | 160 | 376 | 42,6 % | 84 | 238 | 35,3 % | 101 | 147 | 68,7 % | 46 | 165 | 211 | 32 | 46 | 33 | 44  | 186 |

## En équipe de France

### Junior
En 2000, il endosse pour la première fois le maillot tricolore contre la Turquie à Ankara et devient champion d'Europe junior avec l'équipe de France.

### Équipe de France
Il obtient en 2005 la médaille de bronze du Championnat d'Europe de basket-ball 2005 organisé en Serbie-et-Monténégro.

## Clubs successifs
- 1999-2003 :  Élan Béarnais Pau-Orthez (Pro A).
- 2003-2008 :  Warriors de Golden State (NBA).
- 2008-2010 :  Magic d'Orlando (NBA).
- 2010-2011 :  Suns de Phoenix (NBA).
- 2011-2012 :  Celtics de Boston (NBA).
- 2012-2013 :  Raptors de Toronto (NBA).
- 2015 :  Mets de Guaynabo (Baloncesto Superior Nacional)
- 2015-2016 :  SLUC Nancy (Pro A)

## Palmarès

### En Sélection Nationale
- Médaille d'or au Championnat d'Europe Junior 2000 avec l'équipe de France junior à Zadar (Croatie)
- Médaille de bronze au Championnat d'Europe Espoirs 2002 avec l'équipe de France espoir (U20) à Vilnius (Lituanie)
- Médaille de Bronze au Championnat d'Europe de basket-ball 2005.

### Pro A
- Champion de France en 2001 et 2003.
- Vainqueur de la Coupe de France en 2002 et 2003.
- Semaine des As en 2003.

### NBA
- Finales NBA contre les Lakers de Los Angeles en 2009 avec le Magic d'Orlando.
- Champion de la Conférence Est en 2009 avec le Magic d'Orlando.
- Champion de la Division Sud-Est en 2009 et 2010 avec le Magic d'Orlando.
- Champion de la Division Atlantique en 2012 avec les Celtics de Boston.

## Salaires
| Année       | Équipe                   | Salaire      |
| ----------- | ------------------------ | ------------ |
| 2003-2004   | Warriors de Golden State | 1 527 946 $  |
| 2004-2005   | Warriors de Golden State | 1 785 960 $  |
| 2005-2006   | Warriors de Golden State | 1 910 520 $  |
| 2006-2007   | Warriors de Golden State | 2 535 260 $  |
| 2007-2008   | Warriors de Golden State | 3 470 770 $  |
| 2008-2009   | Magic d'Orlando          | 5 300 000 $  |
| 2009-2010   | Magic d'Orlando          | 5 300 000 $  |
| 2010-2011   | Suns de Phoenix          | 5 300 000 $  |
| 2011-2012*  | Suns de Phoenix          | 5 300 000 $  |
| 2011-2012   | Celtics de Boston        | 1 223 166 $  |
| 2012-2013   | Raptors de Toronto       | 1 005 097 $  |
| Total Gains |                          | 34 658 719 $ |

Note : * En 2011, le salaire moyen d'un joueur évoluant en NBA est de 5 150 000 $.